# ونچورا (کالیفرنیا)
ونچورا (به انگلیسی: Ventura) شهری در شهرستان ونچورا ایالت کالیفرنیا است که در سرشماری سال ۲۰۱۰ میلادی، ۱۰۶۴۳۳ نفر جمعیت داشته‌است.